# Крымская набережная
Кры́мская на́бережная — пешеходная набережная на правом берегу Москвы-реки в районе Якиманка Центрального административного округа города Москвы. Проходит от 3-го Голутвинского переулка до улицы Крымский Вал.

## Описание
Набережная начинается от 3-го Голутвинского переулка как продолжение Якиманской набережной. Проходит вдоль парка Музеон и заканчивается на пересечении с улицей Крымский Вал и Крымским мостом, соединяющим её с Зубовским бульваром. За Крымским Валом в парке Горького продолжается как Пушкинская набережная.

## История
На городских планах середины XIX века место современной Крымской набережной обозначено как «Крымская дамба», «вал от Крымского моста» или «проезд от Крымского моста», что прозрачно указывает на происхождение названия. Как и другие топонимы Якиманки (мост, Крымский Вал, Крымская площадь), наименование набережной связано с располагавшимся поблизости Крымским двором, где останавливались торговые и дипломатические представители крымских татар.
Территория вокруг Крымского вала была занята лугами, исторически носила название Лужники и использовалась для выпаса лошадей. Берега не застраивались из-за частых наводнений. В книге «Из истории московских улиц» краевед Пётр Сытин отмечал, что в 1849—1954 годах землю, где непосредственно расположена современная Крымская набережная занимали огороды Первой градской больницы и двор купчихи Свешниковой.
Ещё в начале XX века на месте современной Крымской набережной находился сырой низменный берег с небольшими постройками, складами и свалками мусора. В 1930-х годах набережную замостили гранитом, в 1940-х — реконструирована проезжая часть. В 1970-х годах на набережной было возведено здание Государственной картинной галереи СССР (ныне выставочные залы Государственной Третьяковской галереи и Центральный дом художника) по проекту архитекторов Николая Сукояна, Юрия Шевердяева и других.

## Реконструкция

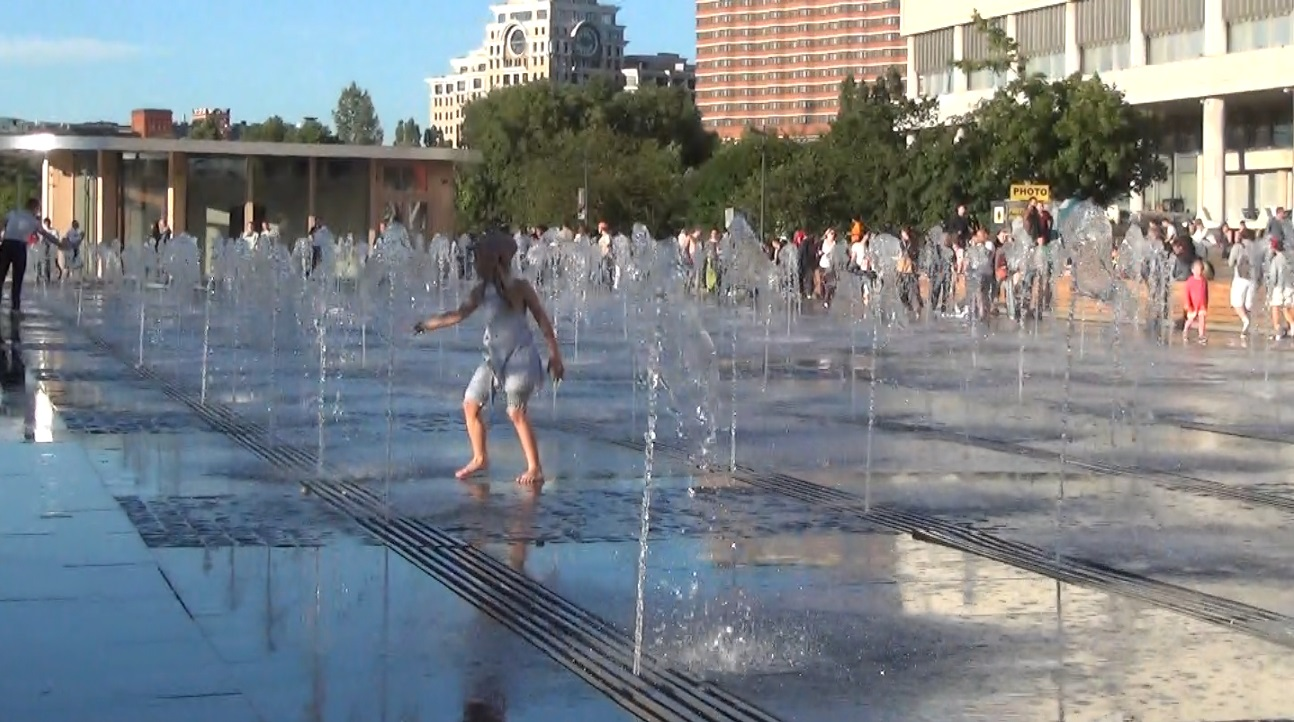
Сухой фонтан на Крымской набережной

В 2013 году московские власти провели реконструкцию набережной по проекту архитектурных бюро Wowhaus (авторы преображения парка Горького) и «Архитекторы Асс» (занимались реконструкцией Музеона). Ставшая пешеходной набережная была выполнена в едином архитектурном ансамбле, построенном вокруг темы волны. На набережной были созданы разнообразные рекреационные зоны: велосипедные дорожки, липовая аллея, сухой фонтан, пруд с многоярусной скамейкой, смотровая площадка, амфитеатр и открытая аудитория. В пространство набережной были органично включены павильоны для кафетериев и вернисаж для художников.
Часть набережной под Крымским мостом была расширена, чтобы связать её с парком Горького. По замыслу мэрии, объединение Воробьёвской, Андреевской и Крымской набережных, Музеона, парка Горького, Нескучного сада и природного заказника Воробьёвы горы создало самый большой городской парк в Европе с самой протяжённой набережной. Комплексное благоустройство набережной и парка Музеон обошлось Москве в 2 миллиарда рублей.

## Здания и сооружения
- № 10 — теплоход «Валерий Брюсов» (в 1997—2017 годах)
- № 16 — ГУП «Крымская насосная станция»

## Галерея

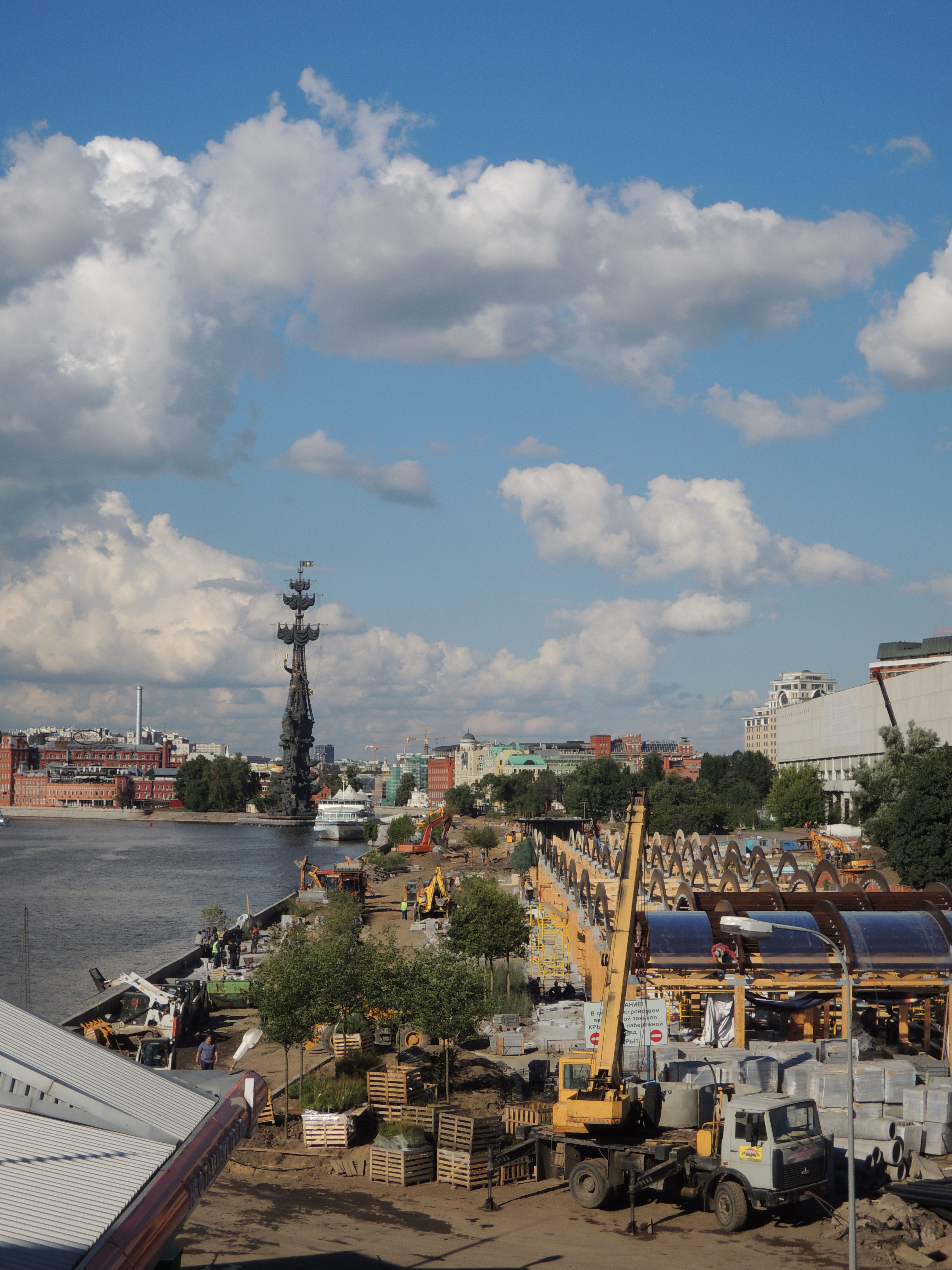
Работы по благоустройству, 2013 год
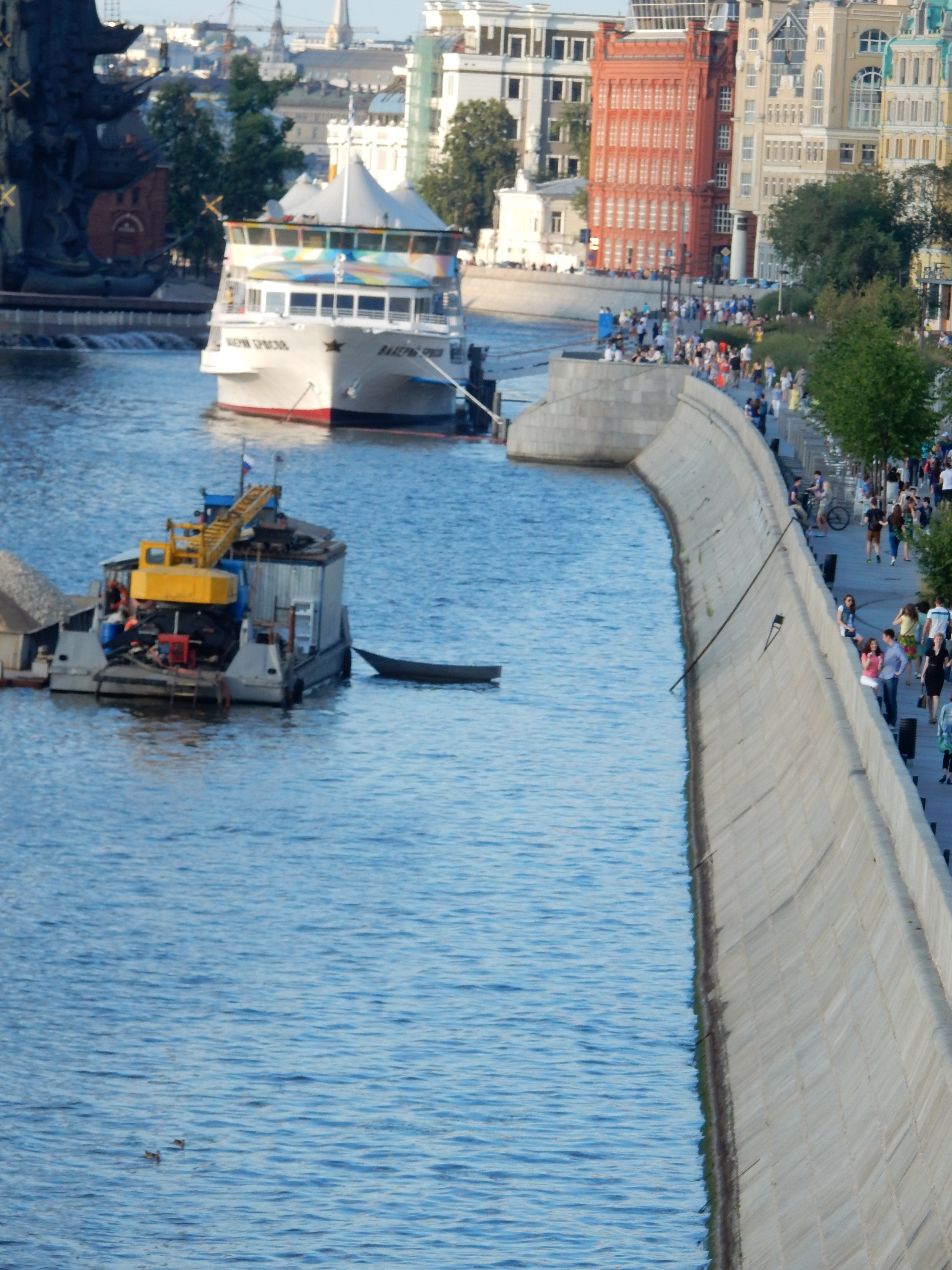
Вид на набережную и теплоход «Валерий Брюсов»
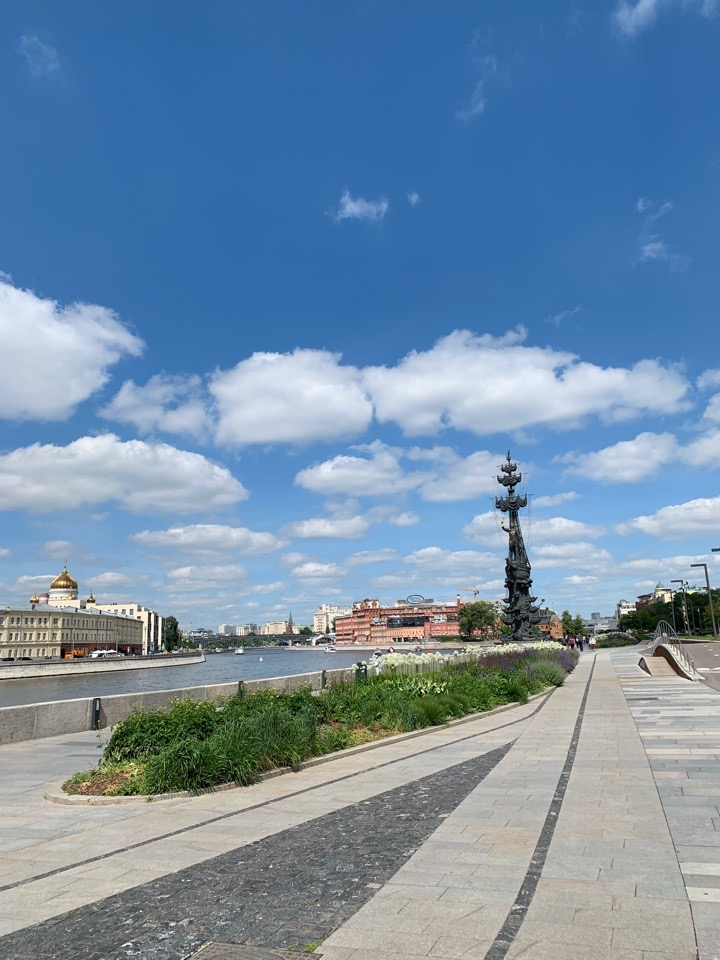
Крымская набережная, 2019 год